# Alkilobenzenosulfonian sodu
Alkilobenzenosulfonian sodu (R-C6H4-SO3Na) - mieszanina organicznych związków chemicznych - sól sodowa kwasów alkilobenzenosulfonowych.
Mieszanina ta jest detergentem stosowanym masowo jako główny składnik płynnych środków myjąco-czyszczących oraz niektórych proszków do prania. Jest półpłynną pastą ulegającą rozwarstwieniu, barwy białej do kremowej.

## Otrzymywanie
Aparatura procesu składa się z węzła utleniania SO2 do SO3, węzła sulfonowania alkilobenzenów do kwasów alkilobenzenosulfonowych oraz węzła zobojętniania. 
Gazowy SO2 jest dostarczany z butli lub reakcji bezpośredniego spalania siarki oraz tlen dostarczane są przez rotametry do podgrzewacza, a następnie konwertora. W pierwszym etapie tlenek siarki(IV) jest utleniany do tlenku siarki(VI) przy obecności katalizatora - tlenku wanadu (V). W drugim etapie produkty pierwszego etapu są pompowane do dolnej części przeciwprądowego sulfonatora. W przeciwprądzie podawany jest mieszanina alkilobenzenów. Na bieżąco sprawdzana jest liczba kwasowa produktu. Gdy osiągnie ona odpowiednią wartość, otrzymany kwas alkilobenzenosulfonowy pompowany jest do neutralizatora, tam dodawany jest roztwór wodorotlenku sodu. Następuje reakcja zobojętniania, w której powstaje woda i sól sodowa kwasu alkilobenzenosulfonowego.